# 嵐のなかでさよなら
『嵐のなかでさよなら』（あらしのなかでさよなら）は、1966年4月24日から同年10月16日まで、NETテレビ（現・テレビ朝日）系列にて放映されたテレビドラマ。

## 概要・ストーリー
原作は松浦健郎による『週刊E6セブン』連載の小説。元ヤクザの男・東 金八郎と、その美しさのために多くの男性から愛され、そしてその男たちを殺し合いなど死に追い込んでしまうといった魔性さを持った尼・春愁との流転の人生と数奇な運命を中心に、京都の尼寺から大阪・船場、東京、バリ島など東南アジアまでを舞台にして物語を描く。
- 本作品のフィルム現存状況について、東映には音声素材が行方不明となっているため『東映TVドラマ主題歌大全集 現代劇編』（東映ビデオ）には、本作のオープニング映像はサイレント（無音）の状態のままで収録されている。これまでに東映チャンネルなどでも第1話の放映もされていないため、ネガ・ポジフィルム共に現存状況は不明である。全26話本編が収録されたDVD・ブルーレイは未発売。

## 放映データ
- 放映期間：1966年4月24日〜1966年10月16日
- 放映曜日・放映時間帯：毎週日曜日22時〜23時
- 放映話数：全26話
- 放映形式：モノクロ16mmフィルム

### スタッフ
- 原作：松浦健郎（『週刊E6セブン』連載）
- 企画：片岡政義
- 脚本：大和久守正、今村文人
- 監督：永野靖忠、伊賀山正光、北村秀敏
- 助監督：加島忠義 他
- 音楽：伊部晴美
- 撮影：藤井静
- 録音：上出栄二郎
- 照明：島田宣代士
- 美術：河村寅次郎
- 編集：松谷正雄
- 記録：友成ヤエ 他
- 進行：村口忠
- 現像：東映化学工業
- 制作：NET、東映テレビプロ

### 主題歌
- 『さよならのテーマ』 歌：高城丈二 （作詞：松浦健郎、作曲：藤原秀行、編曲：伊部晴美）
- 『嵐のなかでさよなら』 歌：愛京子 （作詞：松浦健郎、作曲・編曲：長州忠彦）

## キャスト
- 高城丈二 （東 金八郎）
- 愛京子 （春愁尼）
- 中原早苗 （芳子）
- 安部徹 （麻田郷衛門）
- 水原弘 （青星文人）
- ジェリー藤尾 （吉田大達）
- 夏川静江
- 霧立のぼる
- 大村文武
- 山東昭子
- 沼田曜一
- 富田仲次郎
- 谷村昌彦 - 第1話
- 梅津栄 - 第1話
- 小瀬朗 - 第1話
- 杉狂児 - 第1話
- 中村是好 - 第1話
- 南利明 - 第1話
- 左卜全 - 第1話
- 市川好郎 - 第1話、第3話
- 小坂一也 - 第2話、第4話
- 多々良純 - 第2話
- 芳村真理 - 第3話
- 久保菜穂子 - 第4話
- 山田真二 - 第4話
- 清水元 - 第5話、第9話、第10話
- 三原葉子 - 第6話、第10話
- 伊豆肇 - 第7話
- 長谷川季子 - 第7話
- 片山明彦 - 第8話、第9話
- 黒岩美代子 - 第11話、第14話、第19話
- 二本柳敏恵 - 第11話、第19話
- 岩城力也 - 第13話
- 太宰久雄 - 第13話
- 青野平義 - 第14話
- 渥美国泰 - 第17話、第18話
- 杉義一 - 第19話、第20話
- 稲吉靖 - 第19話
- 田代みどり - 第21話、第22話
- 松島アキラ - 第21話、第22話
- 新草恵子 - 第23話
- 語り：伊藤雄之助